# Динамо (клуб по хоккею на траве, Екатеринбург)
Спортивный клуб «Динамо-Екатеринбург» по хоккею на траве — спортивный клуб из города Екатеринбурга. Представлен в соревнованиях различного уровня несколькими мужскими командами по хоккею на траве и индорхоккею. Основан в 1969 году. Команды выступают в наивысшем дивизионе чемпионата России — Суперлиге, а также в высшей лиге чемпионата России.

## Предыдущие названия
- СКА (Свердловск): 1969—1997

## История клуба
Свердловская область имеет славные традиции в развитии олимпийского вида спорта — хоккея на траве, популярного в 150 странах мира. Самый титулованный и старейший клуб России — «Динамо»-хоккей на траве, Екатеринбург (до 1998 года — «СКА» Свердловск) был основан в 1969 году и все эти годы выступал в Чемпионатах СССР и России по хоккею на траве среди команд Суперлиги. За эти годы клуб неоднократно становился чемпионом и призером чемпионатов Советского Союза, восьмикратным чемпионом России, в 2014 году стал семнадцатикратным чемпионом России по индорхоккею, трехкратным обладателем Кубка СССР и семикратным обладателем Кубка России, постоянным участником розыгрышей Кубка Европейских Чемпионов и Кубка обладателей кубков Европейских стран (наивысшее достижение — участие в финале Еврокубка). Четверо игроков этой команды и тренер клуба (Заслуженный мастер спорта Леонид Павловский, бронзовый призер Олимпийских игр 1980 года, серебряный призер Кубка европейских чемпионов 1981 года, многократный чемпион и призер чемпионатов СССР), в составе национальной сборной команды России в 2008 году завоевали звание чемпионов Европы по индорхоккею.
В состав клуба входят команда Суперлиги «Динамо-Строитель» и две команды высшей лиги: «Динамо» и «Динамо-2».
Спортивный клуб «Динамо» тесно сотрудничает со СДЮСШОР № 18 г. Екатеринбурга, в которой хоккеем на траве занимаются около 500 учащихся.
Честь клуба защищали такие звезды мирового хоккея на траве, как Леонид Павловский, Сергей и Владимир Плешаковы, Владимир Антаков, Вячеслав Казаков, Вячеслав Мишурнов и многие другие.

## Стадион
В качестве домашней арены в Екатеринбурге команды клуба используют: для игр по хоккею на траве — поле стадиона «Динамо», имеющее современное искусственное покрытие; для игр по индорхоккею — площадку Дворца игровых видов спорта «Уралочка» (ДИВС).

## Достижения

### Хоккей на траве

#### Чемпионат СССР по хоккею на траве среди мужчин
| Год  | Команда          | Место     |
| ---- | ---------------- | --------- |
| 1977 | СКА (Свердловск) | 2-е место |
| 1978 | СКА (Свердловск) | 2-е место |
| 1979 | СКА (Свердловск) | 2-е место |
| 1980 | СКА (Свердловск) | 1-е место |
| 1981 | СКА (Свердловск) | 2-е место |
| 1982 | СКА (Свердловск) | 2-е место |
| 1983 | СКА (Свердловск) | 2-е место |
| 1984 | СКА (Свердловск) | 2-е место |
| 1985 | СКА (Свердловск) | 2-е место |
| 1986 | СКА (Свердловск) | 3-е место |
| 1987 | СКА (Свердловск) | 3-е место |
| 1988 | СКА (Свердловск) | 2-е место |
| 1989 | СКА (Свердловск) | 3-е место |
| 1990 | СКА (Свердловск) | 2-е место |
| 1991 | СКА (Свердловск) | 3-е место |

#### Кубок СССР по хоккею на траве среди мужчин
| Год  | Команда          |
| ---- | ---------------- |
| 1988 | СКА (Свердловск) |
| 1989 | СКА (Свердловск) |
| 1991 | СКА (Свердловск) |

#### Чемпионат России по хоккею на траве среди мужчин
| Год       | Команда                         | Место |
| --------- | ------------------------------- | ----- |
| 1992      | СКА (Екатеринбург)              | 1     |
| 1993      | СКА (Екатеринбург)              | 2     |
| 1994      | СКА (Екатеринбург)              | 1     |
| 1995      | СКА (Екатеринбург)              | 2     |
| 1996      | СКА (Екатеринбург)              | 2     |
| 1997      | СКА (Екатеринбург)              | 1     |
| 1998      | СКА (Екатеринбург)              | 1     |
|           | Звезда (Екатеринбург)           | 3     |
| 1999      | Динамо (Екатеринбург)           | 1     |
|           | Звезда (Екатеринбург)           | 3     |
| 2000      | Динамо (Екатеринбург)           | 1     |
| 2001      | Динамо (Екатеринбург)           | 1     |
| 2002      | Динамо-ВИЗ (Екатеринбург)       | 1     |
| 2003      | Динамо (Екатеринбург)           | 3     |
| 2004      | Динамо-Строитель (Екатеринбург) | 4     |
| 2005      | Динамо-Строитель (Екатеринбург) | 4     |
| 2006      | Динамо-Строитель (Екатеринбург) | 3     |
| 2007      | Динамо-Строитель (Екатеринбург) | 3     |
| 2008      | Динамо-Строитель (Екатеринбург) | 3     |
| 2009      | Динамо-Строитель (Екатеринбург) | 4     |
| 2010      | Динамо-Строитель (Екатеринбург) | 4     |
| 2010/2011 | Динамо-Строитель (Екатеринбург) | 4     |
| 2011/2012 | Динамо-Строитель (Екатеринбург) | 4     |
| 2012/2013 | Динамо-Строитель (Екатеринбург) | 4     |
| 2013/2014 | Динамо-Строитель (Екатеринбург) | 3     |
| 2014/2015 | Динамо-Строитель (Екатеринбург) | 3     |
| 2015/2016 | Динамо-Строитель (Екатеринбург) | 3     |
| 2016      | Динамо-Строитель (Екатеринбург) | 3     |

#### Кубок России по хоккею на траве среди мужчин
| Год  | Команда               |
| ---- | --------------------- |
| 1992 | СКА (Екатеринбург)    |
| 1993 | СКА (Екатеринбург)    |
| 1994 | СКА (Екатеринбург)    |
| 1996 | СКА (Екатеринбург)    |
| 1997 | СКА (Екатеринбург)    |
| 1998 | СКА (Екатеринбург)    |
| 1999 | Динамо (Екатеринбург) |

### Индорхоккей

#### Чемпионат России по индорхоккею среди мужчин
| Год       | Команда                                                             | Место |
| --------- | ------------------------------------------------------------------- | ----- |
| 2000      | Динамо (Екатеринбург)                                               |       |
| 2002-2003 | Динамо-ВИЗ (Екатеринбург) (совместно с Динамо (Московская область)) |       |
| 2002-2003 | Звезда (Екатеринбург)                                               | 5     |
| 2004      | Динамо-Строитель (Екатеринбург)                                     |       |
| 2005      | Динамо-Строитель (Екатеринбург)                                     |       |
| 2006      | Динамо-Строитель (Екатеринбург)                                     | 2     |
| 2007      | Динамо-Строитель (Екатеринбург)                                     | 2     |
| 2008      | Динамо-Строитель (Екатеринбург)                                     |       |
| 2009      | Динамо-Строитель (Екатеринбург)                                     |       |
| 2010      | Динамо-Строитель (Екатеринбург)                                     | 2     |
| 2011      | Динамо-Строитель (Екатеринбург)                                     | 2     |
| 2012      | Динамо-Строитель (Екатеринбург)                                     |       |
| 2013      | Динамо-Строитель (Екатеринбург)                                     |       |
| 2014      | Динамо-Строитель (Екатеринбург)                                     |       |
| 2015      | Динамо-Строитель (Екатеринбург)                                     | 2     |
| 2016      | Динамо-Строитель (Екатеринбург)                                     |       |
| 2017      | Динамо-Строитель (Екатеринбург)                                     | 2     |

## Руководство клуба
- Евгений Львович Горенбург — президент
- Олег Викторович Мокрогузов — директор
- Леонид Викторович Павловский — почетный тренер
- Волков Дмитрий Юрьевич — главный тренер
- Никитин Дмитрий Юрьевич — тренер
- Сивопляс Сергей Александрович — пресс-атташе
- Виктор Вячеславович Сухих — тренер юношеской команды
- Александр Михайлович Зражевский — тренер юношеской команды
- Сергей Валентинович Леонтьев — администратор команды «Динамо»
- Игорь Ефимович Пацук — директор туров Чемпионата России
- Волков Юрий Борисович — директор СДЮШОР № 18, тренер
- Сергей Александрович Гладышев — тренер СДЮСШОР № 18
- Александр Сергеевич Игнатьев — тренер СДЮШОР № 18
- Сергей Геннадьевич Теплоухов — тренер СДЮШОР № 18